# 地租
地租是使用土地生產力的報酬。地租是指用以換取佔用土地或提升土地價值的權利所支付的費用，為地主的所得。
在城市，地租亦是城市土地经济的基本范畴，是城市土地价格形成的基本依据，其来源于土地使用者的超额利润。
地租產生的原因有土地稀少性、收穫報酬率遞減率、土地肥沃度、位置、土地私有制度、人口無限增加等因素所產生。

## 學說

### 經濟學面
稀少地租說
差額地稅說
李嘉圖提出
絕對地租說
馬克思提出

## 地區政策

### 香港
地租與差餉一樣，同樣都是香港的地稅。但不同的是，只有以下三類物業需繳交地租：
1. 九龍界限街以北、新界及離島區；
2. 1985年5月27日（即《中英聯合聲明》生效日）或以後獲批土地契約的物業；
3. 獲得在1985年5月27日或以後延期的不可續期契約的物業。

向這些地區收取地租的原因，是因為1898年《展拓香港界址專條》中，這些地區的土地只屬租借性質。其地契已在1997年6月30日屆滿，因此在香港主權移交後，香港特區政府便根據《中英聯合聲明》的規定，額外徵收這項地稅，並令有關土地契約能自動續期至2047年6月30日。
現時的地租是根據物業應課差餉租值的3%而釐定，日後也會按照應課差餉租值的變動而調整。
與差餉一樣，新界原居民的村屋或丁屋在某些情況下，能獲豁免地租。

## 外部連結
- 地租背景 香港差餉物業估價署